# ザック・プリーサック
ザック・ロバート・プリーサック（Zach Robert Plesac, 1995年1月21日 - ）は、アメリカ合衆国インディアナ州レイク郡クラウンポイント出身のプロ野球選手（投手）。右投右打。アメリカ独立リーグ・アトランティック・リーグのロングアイランド・ダックス所属。

## 経歴

### プロ入りとインディアンス〜ガーディアンズ時代
2016年のMLBドラフト12巡目（全体362位）でクリーブランド・インディアンス（2022年よりインディアンス→ガーディアンズへと改称）から指名され、プロ入り。
2017年、傘下のA-級マホーニングバレー・スクラッパーズでプロデビュー。A級レイクカウンティ・キャプテンズでもプレーし、2チーム合計で14試合（先発13試合）に先発登板して1勝2敗、防御率2.47、50奪三振を記録した。
2018年はA+級リンチバーグ・ヒルキャッツとAA級アクロン・ラバーダックスでプレーし、2チーム合計で26試合に先発登板して11勝6敗、防御率3.79、132奪三振を記録した。
2019年は開幕をAA級アクロンで迎え、AAA級コロンバス・クリッパーズを経て5月28日にメジャー契約を結んでアクティブ・ロースター入りした。メジャーデビューとなった同日のボストン・レッドソックス戦では先発して5.1回を1失点の投球だった（勝敗付かず）。この年メジャーでは21試合に先発登板して8勝6敗、防御率3.81、88奪三振を記録した。
2020年は新型コロナウイルスの感染拡大の影響で60試合の短縮開催となったが、8試合に登板して4勝2敗、防御率2.28という好成績を残した。
2021年は25試合に先発登板し、初の二ケタ勝利となる10勝（6敗）を挙げたが、防御率は4.67と悪化した。また、インディアンスはこの年3度のノーヒットノーラン負けを喫したが、プリーサックはその3試合全てで先発登板しており、うち2試合で敗戦投手となった。
2022年は25試合に登板して3勝12敗、防御率4.31という成績に終わった。ポストシーズンでは中継ぎとして起用され、10月16日に本拠地プログレッシブ・フィールドにて行われた地区シリーズのニューヨーク・ヤンキース戦でコディ・モリスの後を受けて4番手として登板し、1回を完璧に抑えたものの、チームはこの次のヤンキー・スタジアムでの試合に敗れて敗退した。
2023年は開幕から5試合に先発したが1勝1敗、防御率7.59と苦戦し、6月4日にDFAとなった。11日にマイナー契約を結び直してチームに残留したが、AAA級コロンバスでも調子は上がらず、19試合に登板して5勝6敗、防御率6.08という成績に終わった。シーズン終了後の10月13日にFAとなった。

### エンゼルス時代
2024年1月6日にロサンゼルス・エンゼルスと1年100万ドルで契約を締結した。シーズンでは開幕を傘下のAAA級ソルトレイク・ビーズで迎えたが4月8日にDFAとなり、11日にマイナー契約となった（そのままAAA級ソルトレイク所属）。6月17日にメジャー契約を結んでアクティブ・ロースター入りした。昇格後は3試合に先発したが、結果を残すことが出来ずに同月29日にAAA級ソルトレイクに降格、8月12日に自由契約となった。この年はこれ以降、どのチームにも所属しなかった。この年は前述の3試合に先発し、勝敗は前年と同じ1勝1敗ながら、防御率は自身最低となる8.25に終わった。

### 独立リーグ時代
2025年4月9日にアトランティックリーグのロングアイランド・ダックスと契約を結んだ

## 投球スタイル
フォーシームが投球の約半分を占めており、変化球ではスライダー、チェンジアップ、カーブを投げる。

## 家族
同じくメジャーリーガー（投手）のダン・プリーサックは叔父にあたる。
また、従兄弟にもCJ・アレクサンダーとブレイズ・アレクサンダーという共にメジャーリーガーかつ内野手である兄弟がいる。

## 詳細情報

### 年度別投手成績
| 年 度    | 球 団    | 登 板 | 先 発 | 完 投 | 完 封 | 無 四 球 | 勝 利 | 敗 戦 | セ 丨 ブ | ホ 丨 ル ド | 勝 率 | 打 者 | 投 球 回 | 被 安 打 | 被 本 塁 打 | 与 四 球 | 敬 遠 | 与 死 球 | 奪 三 振 | 暴 投 | ボ 丨 ク | 失 点 | 自 責 点 | 防 御 率 | W H I P |
| -------- | -------- | ----- | ----- | ----- | ----- | -------- | ----- | ----- | -------- | ----------- | ----- | ----- | -------- | -------- | ----------- | -------- | ----- | -------- | -------- | ----- | -------- | ----- | -------- | -------- | ------- |
| 2019     | CLE      | 21    | 21    | 1     | 1     | 0        | 8     | 6     | 0        | 0           | .571  | 475   | 115.2    | 102      | 19          | 40       | 0     | 3        | 88       | 1     | 0        | 52    | 49       | 3.81     | 1.23    |
| 2020     | CLE      | 8     | 8     | 0     | 0     | 0        | 4     | 2     | 0        | 0           | .667  | 206   | 55.1     | 38       | 8           | 6        | 0     | 1        | 57       | 0     | 0        | 14    | 14       | 2.28     | 0.80    |
| 2021     | CLE      | 25    | 25    | 0     | 0     | 0        | 10    | 6     | 0        | 0           | .625  | 598   | 142.2    | 137      | 23          | 34       | 1     | 7        | 100      | 5     | 1        | 79    | 74       | 4.67     | 1.20    |
| 2022     | CLE      | 25    | 24    | 0     | 0     | 0        | 3     | 12    | 0        | 0           | .200  | 568   | 131.2    | 136      | 19          | 38       | 0     | 5        | 100      | 4     | 0        | 74    | 63       | 4.31     | 1.32    |
| 2023     | CLE      | 5     | 5     | 0     | 0     | 0        | 1     | 1     | 0        | 0           | .500  | 105   | 21.1     | 37       | 3           | 5        | 0     | 0        | 14       | 0     | 0        | 20    | 18       | 7.59     | 1.97    |
| 2024     | LAA      | 3     | 3     | 0     | 0     | 0        | 1     | 1     | 0        | 0           | .500  | 54    | 12.0     | 12       | 4           | 7        | 0     | 0        | 5        | 0     | 0        | 11    | 11       | 8.25     | 1.58    |
| MLB：6年 | MLB：6年 | 87    | 86    | 1     | 1     | 0        | 27    | 28    | 0        | 0           | .491  | 2006  | 478.2    | 462      | 76          | 130      | 1     | 16       | 364      | 10    | 1        | 250   | 229      | 4.31     | 1.24    |

- 2024年度シーズン終了時

### ポストシーズン投手成績
| 年 度     | 球 団     | シ リ ｜ ズ | 登 板 | 先 発 | 勝 利 | 敗 戦 | セ ｜ ブ | 打 者 | 投 球 回 | 被 安 打 | 被 本 塁 打 | 与 四 球 | 敬 遠 | 与 死 球 | 奪 三 振 | 暴 投 | ボ ｜ ク | 失 点 | 自 責 点 | 防 御 率 |
| --------- | --------- | ----------- | ----- | ----- | ----- | ----- | -------- | ----- | -------- | -------- | ----------- | -------- | ----- | -------- | -------- | ----- | -------- | ----- | -------- | -------- |
| 2022      | CLE       | ALDS        | 1     | 0     | 0     | 0     | 0        | 3     | 1.0      | 0        | 0           | 0        | 0     | 0        | 2        | 0     | 0        | 0     | 0        | 0.00     |
| 出場：1回 | 出場：1回 | 出場：1回   | 1     | 0     | 0     | 0     | 0        | 3     | 1.0      | 0        | 0           | 0        | 0     | 0        | 2        | 0     | 0        | 0     | 0        | 0.00     |

- 2024年度シーズン終了時

### 年度別守備成績
| 年 度 | 球 団 | 投手（P） | 投手（P） | 投手（P） | 投手（P） | 投手（P） | 投手（P） |
| 年 度 | 球 団 | 試 合     | 刺 殺     | 補 殺     | 失 策     | 併 殺     | 守 備 率  |
| ----- | ----- | --------- | --------- | --------- | --------- | --------- | --------- |
| 2019  | CLE   | 21        | 11        | 13        | 2         | 2         | .923      |
| 2020  | CLE   | 8         | 5         | 8         | 0         | 0         | 1.000     |
| 2021  | CLE   | 25        | 16        | 12        | 2         | 0         | .933      |
| 2022  | CLE   | 25        | 10        | 13        | 2         | 1         | .920      |
| 2023  | CLE   | 5         | 1         | 8         | 0         | 0         | 1.000     |
| MLB   | MLB   | 84        | 43        | 54        | 6         | 3         | .942      |

- 2023年度シーズン終了時

### 背番号
- 65（2019年）
- 34（2020年 - 2024年）